# The Rivers of Belief
'The Rivers of Belief' е четвъртият и последен сингъл от дебютния албум „MCMXC a.D.“ на немската ню ейдж/електронна група Енигма, начело с Майкъл Крету. Песента е издадена на 7 октомври от Върджин рекърдс и е съпътствана от видеоклип.

## Песни
1. The Rivers of Belief (Radio Edit) – 4:24
2. The Rivers of Belief (Extended Version) – 7:49
3. Knocking on Forbidden Doors – 3:46